# فورت نیاگارا
فورت نیاگارا (انگلیسی: Fort Niagara) استحکاماتی است که در اصل توسط فرانسه نو برای محافظت از منافع خود در آمریکای شمالی، به ویژه کنترل دسترسی بین رود نیاگارا و دریاچه انتاریو، شرقی‌ترین دریاچه‌های بزرگ، ساخته شده‌است. این قلعه در ساحل شرقی رودخانه در دهانه آن در دریاچه انتاریو قرار دارد. یانگزتاون، نیویورک، بعدها در نزدیکی اینجا توسعه یافت.